# Барон
Барон (енгл. baron, рус. барон; жен. баронеса, енгл. baroness, рус. баронесса) је нижа племићка титула.
У феудалној западној Европи, барон је био феудални господар и непосредни вазал краља, а касније је постао само почасна племићка титула.
Титулу је установио Џејмс I 1616. године да би скупио новац, тобоже за помоћ у Алестеру.

## Уједињено Краљевство
Титула барона у Енглеској је титула млађег пера и у хијерархији племићких титула се налази испод титуле виконта. Дакле, барон је најнижа титула перства (високог племства).
У Шкотској, до дана укидања феудалног права (28. новембар 2004), барони су били феудални господари са ограниченом кривичном и грађанском судском надлежношћу на својим имањима, именовали су судије, тужиоце и судске чиновнике. После 28. октобра 2004, сви шкотски феудални барони су изгубили право на власт и судски поступак који су имали на основу свога баронског статуса. Титула барона је тада преведена међу друге насљедне племићке титуле, и она је данас најмлађа племићка титула у Шкотској.

## Русија и Немачка
У Њемачкој, титула барона се присвајала члановима витешких породица које су биле непосредни вазали цару. Од 15. вијека, титула се давала и племићким породицама које су биле у вазалном односу према другом велможи. По томе је титула барона била по рангу одмах испод грофовске. Исто тако је било у Аустрији, Енглеској и Француској, гдје је баронска титула стајала одмах послије виконта, грофа, маркиза и војводе, а такође испод синова маркиза и војвода и најстаријих синова грофова.
У Руској Империји, титулу барона је увео Петар Велики. На крају 19. вијека, у Русији је било регистровано 240 баронских породица. Титула је укинута након Октобарске револуције (1917).